# 아오야마 요시미치 (에도 시대)
아오야마 요시미치(青山幸道)는 에도 시대 중기의 다이묘이다. 단고 미야즈 번 제2대 번주, 미노 구조 번 초대 번주를 지냈다. 구조 번 아오야마가(郡上藩青山家) 제5대 당주이다.
| 전임 아오야마 요시히데 | 제2대 미야즈 번 번주 (아오야마가) 1744년 ~ 1758년 | 후임 마쓰다이라 스케마사 |

| 전임 가나모리 요리카네 | 제1대 구조 번 (하치만 번) 번주 (아오야마가) 1758년 ~ 1775년 | 후임 아오야마 요시사다 |